# Bosco Gurin
Bosco Gurin (fino al 1934 Bosco-Vallemaggia; nel locale dialetto walser Gurin) è un comune svizzero di 46 abitanti del Canton Ticino, nel distretto di Vallemaggia. Dal 2020 il villaggio, grazie alla sua particolare bellezza architettonica ed alla sua storia è entrato a far parte dell'associazione "I borghi più belli della Svizzera".

## Geografia fisica

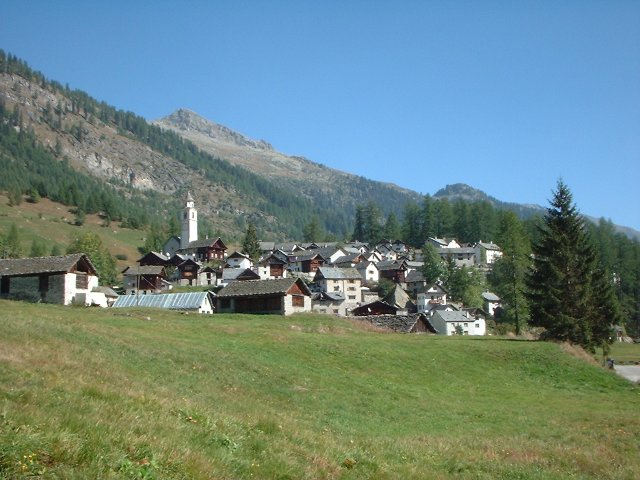
Bosco Gurin visto da ovest, con il Pizzo d'Orsalietta sullo sfondo

Bosco Gurin è situato a 1 504 m s.l.m. ed è il comune più elevato del Canton Ticino. È situato nella Val di Bosco, laterale della Val Rovana. La regione gode d'un buon soleggiamento con un numero moderato di precipitazioni annue; gli inverni sono freddi e molto nevosi.

## Origini del nome
Il paese in epoca medioevale (1244) è menzionato come Buscho de Quarino, ossia "bosco di Corino" (frazione di Cerentino situata all'imbocco della Val di Bosco). Fino al 1934 portò il nome ufficiale di Bosco-Vallemaggia, poi modificato in Bosco Gurin, denominazione bilingue (Gurin è il nome locale in walser) che di fatto è usata comunemente in italiano.

## Storia
Bosco Gurin venne fondato dai walser provenienti dalla Val Formazza nel 1240 circa; essi inizialmente ebbero in affitto i terreni della Val di Bosco dai nobili locarnesi e dalla comunità di Losone, poi ne divennero proprietari e già nel 1253 si costituirono in una parrocchia autonoma.
Nel 1253 la comunità di Bosco Gurin era già consolidata e organizzata grazie all'arrivo di nuove famiglie. La figura più eminente tra i coloni è il console Enrico Bruchardi. Il suo nome lo si trova in un atto notarile di quegli anni, insieme a quello di altri coloni detti gli "uomini di Formazza". Nel 1302 le famiglie sono già diventate trenta, come attesta una pergamena dell'archivio di Bosco, il più ricco del Ticino e delle Alpi Walser.
Famiglie di Formazza continuarono ad arricchire la popolazione di Bosco Gurin anche nei secoli successivi. Altre famiglie di Bosco si spostarono per andare a colonizzare altre aree con l'innato spirito dei "colonizzatori di ventura".
Nell'inverno 1950-1951, la caduta di una serie di valanghe bloccò la strada di accesso a Bosco-Gurin dagli inizi di febbraio fino al 4 giugno 1951.

## Monumenti e luoghi d'interesse

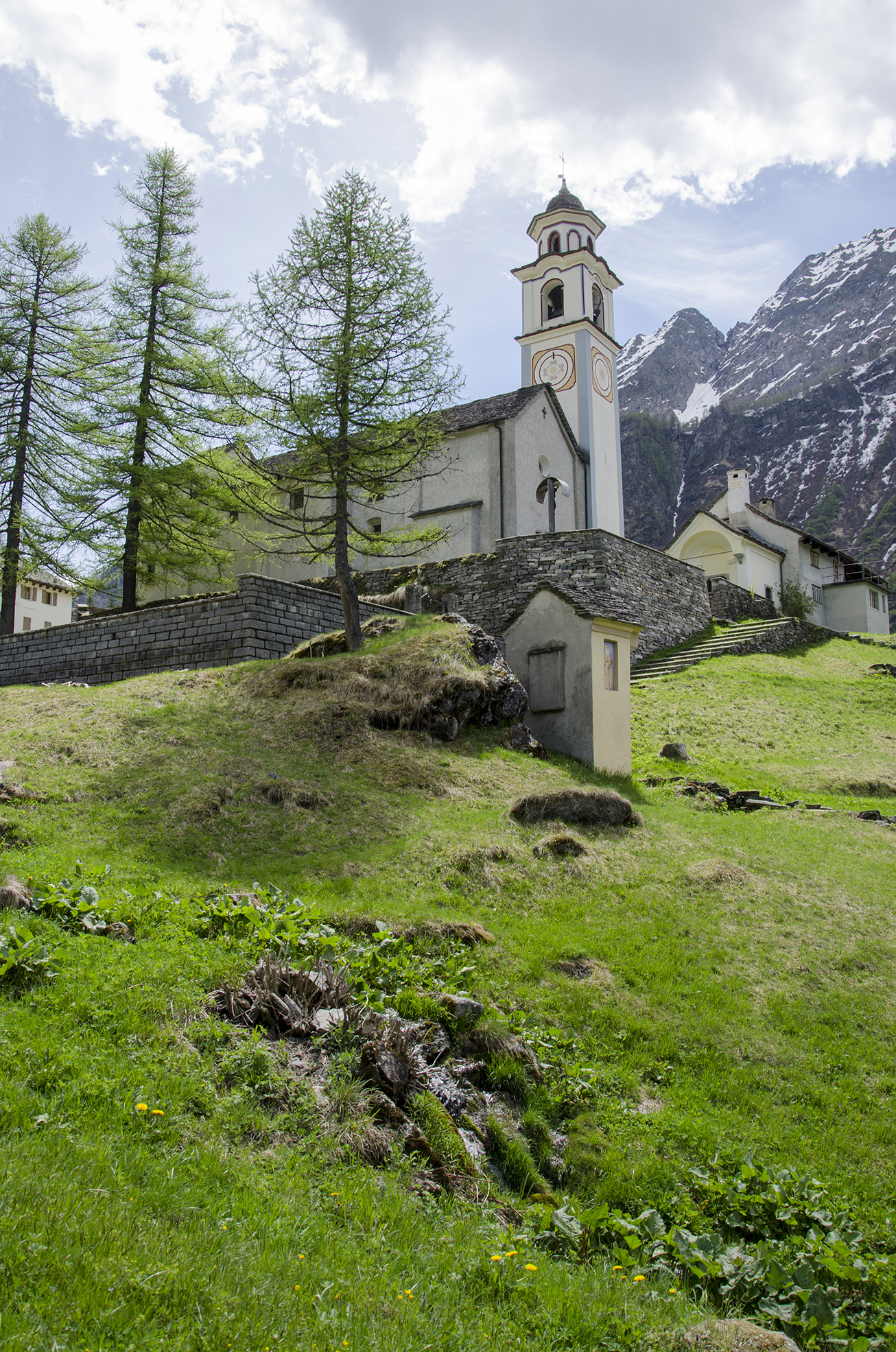
La chiesa parrocchiale dei Santi Giacomo e Cristoforo

- Chiesa parrocchiale dei Santi Giacomo e Cristoforo, consacrata nel 1253[1];
- Oratorio della Madonna della Neve, eretto all'inizio del XVIII secolo[1];
- Cappella di San Rocco[senza fonte].

## Società

### Evoluzione demografica
L'evoluzione demografica è riportata nella seguente tabella:
Abitanti censiti

## Lingue e dialetti
La popolazione locale ha conservato l'uso della lingua walser nella variante locale, detta Ggurijnartitsch. La lingua ufficiale è però l'italiano.
| Gruppi linguistici | Gruppi linguistici | Gruppi linguistici | Gruppi linguistici |
| Anno               | Tedesco            | Italiano           | Totale             |
| ------------------ | ------------------ | ------------------ | ------------------ |
| 1970               | 95 (81,9%)         | 18 (15,5%)         | 116                |
| 1980               | 61 (93,8%)         | 3 (4,6%)           | 65                 |
| 1990               | 35 (60,3%)         | 20 (34,5%)         | 58                 |
| 2000               | 23 (32,4%)         | 37 (52,1%)         | 71                 |

## Cultura

### Musei
- Museo Walser Museum Walserhaus Gurin, aperto nel 1938[1][8].

## Amministrazione
Ogni famiglia originaria del luogo fa parte del cosiddetto comune patriziale e ha la responsabilità della manutenzione di ogni bene ricadente all'interno dei confini del comune. Il territorio patriziale comprende i laghetti alpini di Pero e di Poma.

## Sport

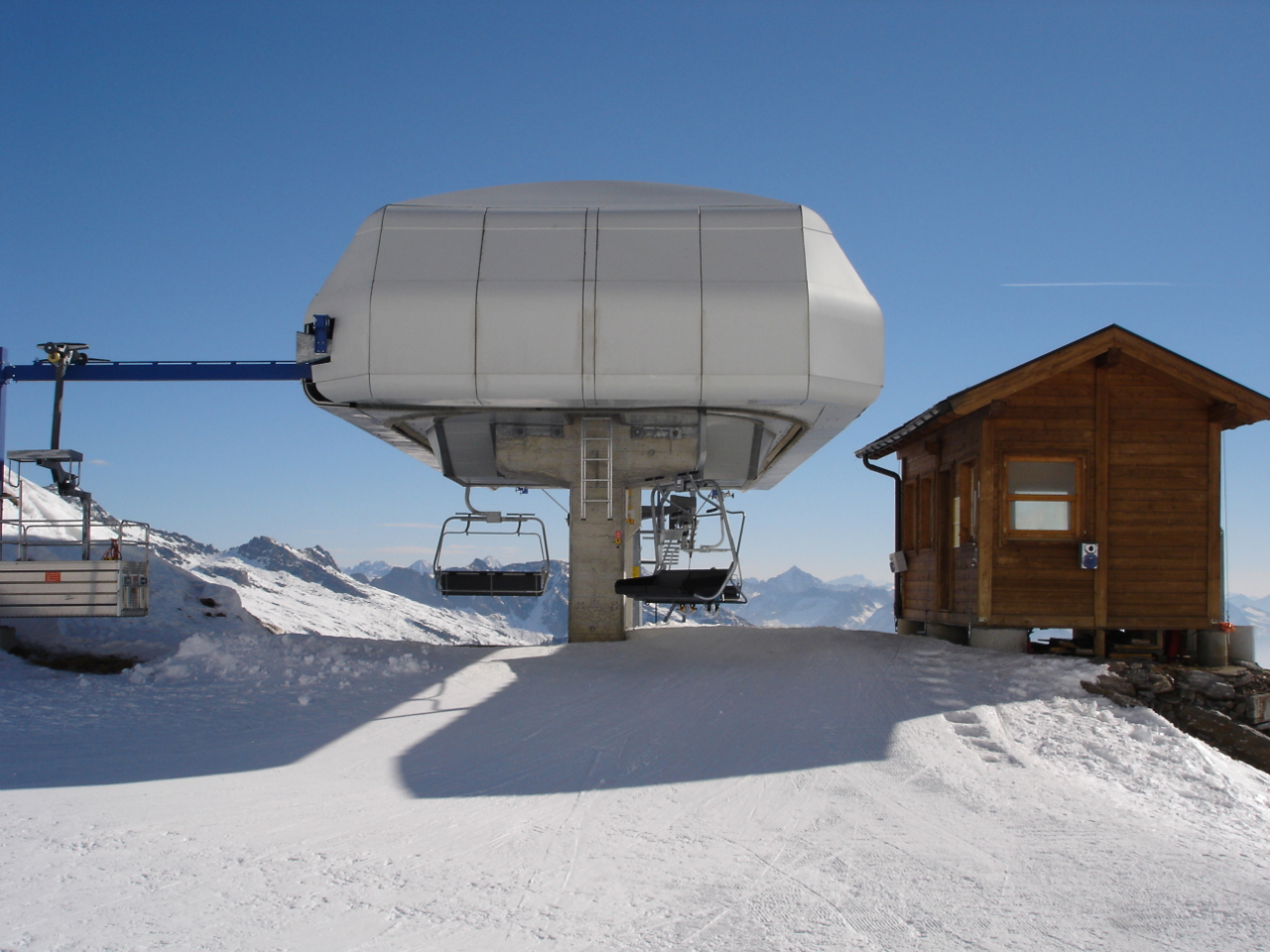
La seggiovia Sonnenberg

Bosco Gurin è un'importante stazione sciistica.